# جناب اعلیحضرت حقه‌باز
جناب اعلیحضرت حقه‌باز (انگلیسی: His Royal Slyness) یک فیلم کمدی صامت کوتاه به کارگردانی هال روچ است که در سال ۱۹۲۰ منتشر شد.

## بازیگران
- هارولد لوید
- میلدرد دیویس
- اسناب پالرد
- گاس لئونارد
- نوآ یانگ
- گیلورد لوید
- والاس هاو
- سمی بروکس (نامش در عنوان‌بندی نیامده)
- هلن گیلمور (نامش در عنوان‌بندی نیامده)
- ماری موسکینی (نامش در عنوان‌بندی نیامده)
- چارلز استیونسون (نامش در عنوان‌بندی نیامده)
- رابرت امت اوکانر (نامش در عنوان‌بندی نیامده)